# Hospital central de la Universidad de Helsinki
El Hospital central de la Universidad de Helsinki (en finés: Helsingin seudun yliopistollinen keskussairaala) es un centro de salud con sede en Helsinki, se trata del mayor hospital universitario del país europeo de Finlandia. Abarca 17 hospitales en Helsinki, Espoo y Vantaa, y cuenta con todas las especialidades médicas básicas representadas. El Área del Hospital HUCH es una de las cinco áreas hospitalarias que integran el Hospital de Distrito de Helsinki y Uusimaa (SUH).